# Audi A8
O Audi A8 é um sedã grande de luxo top de linha produzido pela Audi, para substituir o modelo V8, sua carroceria feita de alumínio que também é usada no Volkswagen Phaeton. 
Possui uma transmissão de 8 velocidades automática, tração integral, um motor V8 TSI de 372 cv e torque de 44.6mkgf, na versão top de linha tem um motor W12 com 500 cv.
A empresa alemã aumentou 22 cv em seu motor, em relação ao modelo anterior, graças a um aperfeiçoamento na injeção direta de combustível, possui um tanque de 90l para alimentar o motor que impulsiona o carro de 1835kg, com isso cada cavalo do motor carrega em torno de 4.9kg. O carro também possui muitas inovações tecnológicas, como o predcitive road.
O veículo sofreu uma atualização mecânica para ter uma alta performance em 1996, esta versão foi denominada Audi S8.

## Galeria
- Primeira geração (1994-2002)
- Segunda geração (2002-2009)
- Terceira geração (2011-2017)
- Quarta geração (2018-presente)